# Uromys porculus
{{#ifeq:0|0|{{#if:|{{#if:Uromysporculus|[[]}}|}}}}
Uromys porculus — вид гризунів родини мишевих. Був знайдений тільки на Соломонових островах. Оскільки цей вид був зібраний між 1886 і 1888 роками, його більше ніхто не бачив. Можливо, він вимер.

## Опис
Єдиний відомий череп цього пацюка явно витягнутий і вузький, але моляри настільки зношені, що залишилося кілька деталей коронки. Деталі в черепі описуються як подібні до інших представників роду Uromys, зокрема Uromys rex і Uromus imperator. Вид також мав дуже короткий хвіст, що вказувало на те, що він, можливо, був наземним.